# Сан Роко (Витербо)
Сан Роко је насеље у Италији у округу Витербо, региону Лацио.
Према процени из 2011. у насељу је живело 368 становника. Насеље се налази на надморској висини од 680 м.